# دبیرخانه بخش دلتهوتا
دبیرخانه بخش دلتهوتا (به لاتین: Delthota Divisional Secretariat) یک منطقهٔ مسکونی در سری‌لانکا است که در ناحیه کندی واقع شده‌است.